# Loveeeeeee Song
"Loveeeeeee Song" là một bài hát của nghệ sĩ thu âm người Barbados Rihanna, được trích từ album phòng thu thứ 7 của cô ấy Unapologetic (2012). Bài hát có sự góp giọng của rapper người Mỹ Future cũng đồng thời là người sáng tác; khâu sản xuất được thực hiện bởi G. Jackson, E. Zaragoza và Future. Phần lời bài hát do Denisia "Blu June" Andrews và Rihanna viết. Bài hát được phát hành như là đĩa đơn thứ 4 từ album, bắt đầu được phát sóng trên các đài phát thanh ở Vương Quốc Anh vào ngày 3 tháng 4 năm 2013.
"Loveeeeeee Song" đã được đón nhận từ rất nhiều các nhà phê bình âm nhạc và bài hát hầu hết nhận được những đánh giá tích cực; một số khen ngợi giọng hát của Rihanna và gọi đó là "bản thu âm xuất sắc", trong khi đó số khác lại gọi bài hát là "một bản song ca cảm động". Bài hát đạt vị trí thứ 55 tại Billboard Hot 100 và vị trí thứ 17 tại UK R&B Chart. Bài hát cũng nằm trong danh sách biểu diễn của tour diễn Diamonds World Tour của Rihanna (2013)

## Bối cảnh và sản xuất
Rihanna bắt đầu làm việc với "những âm thanh mới" cho album phòng thu thứ 7 của cô từ tháng 3 năm 2013, mặc dù khi đó cô vẫn chưa bắt đầu tiến hành ghi âm. Ngày 12 tháng 9 năm 2012, Def Jam France công bố thông qua tài khoản Twitter của Rihanna rằng sẽ có một đĩa đơn mới được phát hành vào tuần tới và album phòng thu thứ 7 của cô ấy dự kiến sẽ phát hành vào tháng 11 năm 2012. Tuy nhiên dòng tweet này chỉ tồn tại trong một thời gian ngắn trước khi nó bị xóa đi và được thay thế bằng một thông báo khác: "Thêm nhiều thông tin nữa sẽ được bật mí vào ngày mai, Thứ 5 ngày 13 tháng 9". Ngay sau màn biểu diễn của mình tại Lễ hội âm nhạc iHeartRadio vào tháng 9 năm 2012 thì Rihanna đã thông báo rằng đĩa đơn mới của cô, "Diamonds", sẽ được phát hành vào tháng tới. Thông qua tài khoản Twitter cá nhân của mình thì Rihanna đã tung hàng loạt tweet giới thiệu về album phòng thu thứ 7 này.
"Loveeeeeee Song" là bài hát thứ 5 trong album, nhà sản xuất Luney Tunez trong một cuộc phỏng vấn với Complex đã nói: "Đó là một trong những giai điệu tôi không thực sự thích, nó không phải là thứ yêu thích của tôi. Khi tôi thực hiện nó, trong suy nghĩ tôi nghĩ mình phải làm một thứ gì đó phải thực tế, du dương, thoải mái và thực gợi cảm". Anh cũng nói thêm rằng ngay từ đầu anh đã nghĩ người thể hiện bài hát sẽ là một nghệ sĩ thu âm nữ và anh cũng không muốn đặt quá nhiều loại giai điệu trong nó. Luney Tunez cũng đã dán nhãn nó như một trong những bài hát yêu thích nhất mà anh đã từng làm ra.
Trong một cuộc phỏng vấn với MTV News thì Future đã nói về sự hợp tác này của anh với Rihanna: "Họ muốn thêm nhiều bản thu có tiết tấu nhanh vì vậy tôi đã gửi từ 4-5 bản thu và với bản thu cuối cùng, nó giống với một bản ballad hơn". Anh cũng tiết lộ rằng tiều đề bài hát lúc đầu là "Love And Affection", tuy nhiên cố vấn của Rihanna là Jay-Z đã thay đổi nó thành "Love Song" và thêm 2 chữ 'e' ở sau đuôi nữa để trở thành "Loveee Song". Seth Firkins ghi âm phần âm nhạc cho "Loveeeeeee Song" cùng với giọng hát của Future tại phòng thu Triangle Studios ở Atlanta, Georgia. Giọng hát của Rihanna được thu âm bởi Marcus Tovar và Kuk Harrell tại phòng thu Westlake Recording Studios ở Los Angeles, California; trong khi đó công đoạn phối khí và pha trộn do Manny Marroquin thực hiện tại Larrabee Studios, Burbank, California. Harrell cũng đảm nhận việc xử lý giọng hát của Rihanna.

## Sáng tác
Bài hát bắt đầu khi Future thể hiện lời bài hát nhẹ nhàng, chậm rãi trong giọng hát điện tử của anh ấy, "I don't want to give you the wrong impression, I need love and affection" và ngân nga cho đến khi Rihanna bắt đầu thể hiện phần của mình,"...I want you now, I want you now". Bài hát kết thúc khi Future hát "L O V E E E and affection".

## Tiếp nhận và phê bình
Bài hát nhận được chủ yếu các đánh giá tích cực từ các nhà phê bình âm nhạc. Caryn Ganz của tờ Spin gọi bài hát như một sự ép chặt chậm rãi, trong khi đó Jon Caramanica đến từ tờ The New York Times lại dán nhãn bài hát như là một sự nổi bật và sự kết hợp gây ảnh hưởng. Shamika Sanders của Hello Beautiful gọi bài hát là một bài hát nổi bật trong album và kết luận rằng giọng rap cũng như giọng hát của Future đã "tìm một nơi cư trú và ẩn mình bên cạnh giọng hát gợi cảm của Rihanna. Cùng nhau, họ đã tạo ra một hỗn hợp hài hòa của những phòng ngủ ma thuật". Theo Sarah H. Grant của Consequence of Sound thì "Loveeeeeee Song" là một thứ cảm xúc bị phân mảnh và là một bản song ca cảm động. Robert Copsey của Digital Spy đã viết rằng bài hát là một trong số ít những bản ballad của Unapologetic có thể chạm sâu vào tình cảm của bạn. Theo anh, lý do để bài hát có được xúc cảm mạnh như vậy đó chính là vì mối quan hệ giữa Rihanna và bạn trai cũ Chris Brown; và ngay chính điều đó cũng đã được thể hiện qua toàn bộ album. Tuy nhiên bài hát cũng nhận được một số ý kiến trái chiều. Khi viết về Unapologetic, Alex Macpherson của Fact đã viết rằng "Loveeeeeee Song" chỉ là một bản ballad mang tính thủ tục của Future với một tiêu đề ngu ngốc không thể tha thứ".

## Diễn biến xếp hạng
Sau khi Unapologetic được phát hành, "Loveeeeeee Song" đã tiến vào Billboard Hot 100 tại vị trí 100. Vào tuần thứ hai bài hát vươn lên vị trí 88 và vị trí thứ 63 ở tuần thứ ba. Bài hát có mặt tại vị trí 14 trong tuần đầu tiên tại bảng xếp hạng US Hot R&B/Hip-Hop Songs nhờ vào lượng tải kỹ thuật số mạnh mẽ. Bài hát cũng vươn lên vị trí thứ 4 tại bảng xếp hạng Hot R&B/Hip-Hop Airplay. Tại Anh, "Loveeeeeee Song" được xếp ở vị trí 17 tại R&B Chart.

## Đội ngũ sản xuất
Ghi âm
- Ghi âm tại Westlake Recording Studios, Los Angeles, California và Triangle Studios, Atlanta, Georgia.
- Pha trộn tại Larrabee Studios, Burbank, California

Đội ngũ sản xuất
| - Giọng ca chính - Rihanna - Nghệ sĩ hợp tác - Future - Viết lời - Nayvadius Wilburn, Denisea "Blu June" Andrews - Sản xuất - Luney Tunez, E. Zaragoza và Future - Kỹ sư âm thanh - Seth Firkins | - Trợ lý kỹ sư âm thanh - Robert Cohen - Thu âm và xử lý giọng hát - Kuk Harrell, Marcos Tovar - Phối khí - Manny Marroquin - Toàn bộ nhạc cụ và lập trình - Future |

Tất cả các thông tin về đội ngũ sản xuất nói trên được lấy từ các ghi chú từ bìa album Unapologetic, Hãng ghi âm Def Jam, Hãng đĩa SRP.

## Bảng xếp hạng
| Bảng xếp hạng (2012–13)              | Vị trí cao nhất |
| ------------------------------------ | --------------- |
| France (SNEP)                        | 110             |
| UK R&B Chart (OCC)                   | 17              |
| US Billboard Hot 100                 | 55              |
| US Hot R&B/Hip-Hop Songs (Billboard) | 14              |

## Lịch sử phát hành
| Quốc gia       | Ngày phát hành          | Kiểu phát hành | Hãng đĩa |
| -------------- | ----------------------- | -------------- | -------- |
| Vương Quốc Anh | Ngày 3 tháng 4 năm 2013 | Radio          | Def Jam  |